# Leche malteada

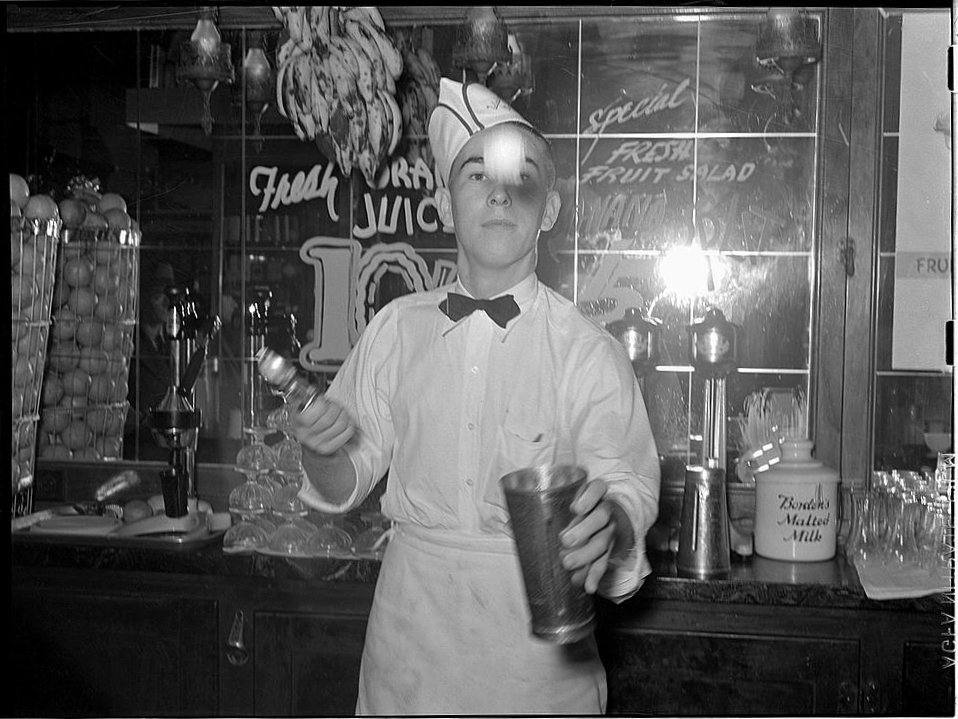
La leche malteada se empleaba como ingrediente de los batidos.

La leche malteada es un polvo que contiene malta de cebada, harina de trigo y leche en polvo. Hoy en día se emplea en pastelería en la elaboración de caramelos y dulces diversos.
En países como Venezuela el nombre leche malteada hace referencia a una mezcla de leche con bebida de malta (llamada en este país simplemente malta).

## Características
La densidad de las leches malteadas dependen de sus ingredientes o de la cantidad que tenga de estos; pero en promedio su densidad es de 3,02 gs. por centímetro cúbico.

## Historia
La leche malteada fue introducida en el mercado como leche envejecida por James y William Horlick, ambos hermanos procedentes de Gloucestershire, Inglaterra, quienes fundaron la compañía Horlicks en Chicago en 1873. William Horlick recibió la patente número 278.967 por su invención diez años después. La bebida fue pensada inicialmente como leche para infantes y se popularizó como ingrediente de batidos. En 1922 se empleaba en la soda jerk.

## Usos
- En bebidas frías:
  - Se usan marcas como  Carnation y  Ovaltine
  - En Estados Unidos, es el ingrediente básico para el refresco conocido como "Malt", el cual lleva entre otros ingredientes helado, leche y jarabe de chocolate o vainilla. Su creación data de la década de 1920.
  - En México, se dice malteada a la preparación de leche con helado de sabor chocolate, vainilla o fresa. Se bate con una licuadora de un brazo.
  - En Panamá, el polvo de malteada se utiliza como ingrendiente del licuado conocido como "Malteada". Es bastante similar al esquimo mexicano porque, aparte del polvo de malteada, lleva: leche bien fría, hielo picado y azúcar. Es importante no confundir con el "milkshake" llamado en otros países "malteada", el cual no lleva leche malteada muy a pesar de su nombre.
    - También se utiliza la leche malteada en la variante llamada "Malteada con helado", la cual, por llevar helado, deja de parecerse al esquimo, para parecerse más a una "Malt" norteamericana, la cual al contener helado es más densa y no es tan espumosa como un esquimo o malteada sin helado.
    - Adicionalmente, el polvo de malteada es usado como topping en los raspados de este país caribeño, desde hace décadas.
- Bebidas calientes de malteada como de las marcas Horlicks y Ovaltine. Usos en Reino Unido, India, entre otros países de Asia.
- Malted milk balls: es usada en productos de confitería como Whoppers de la marca Hershey Co., Mighty Malts de la marca Necco, y Maltesers de la marca Mars, Inc.
- La leche malteada es usada en algunas recetas de bagels.

- Datos: Q2223519
- Multimedia: Malted milk / Q2223519